# Divizia A 1946-1947
La Divizia A 1946-1947 è stata la 30ª edizione del campionato rumeno di calcio, la prima dopo la guerra. Fu disputata tra il 25 agosto 1946 e il 13 luglio 1947 senza legami coi tornei prebellici, e si concluse con la vittoria finale dell'ITA Arad, al suo primo titolo.
Capocannoniere del torneo fu Ladislau Bonyhádi (ITA Arad), con 26 reti.

## Stagione

### Contesto storico
A seguito della fine della seconda guerra mondiale la Romania riconquistò la Transilvania, occupata negli anni precedenti dall'Ungheria, ma perse parte della Bucovina e la Bessarabia (occupate dall'Unione Sovietica) e la Dobrugia occupata dalla Bulgaria. Dal punto di vista calcistico le squadre di Oradea, Cluj Napoca e Baia Mare tornarono nel campionato rumeno mentre quelle di Chișinău e Cernăuți disputarono quello sovietico.

### Ripresa del campionato
Originariamente la federazione stabilì la ripresa dal campionato a partire dalla stagione 1947-1948 mentre nel 1946-47 avrebbero dovuto disputarsi tornei regionali per definire le squadre partecipanti nelle varie divisioni, avendo decretato che i cinque anni di stop avevano azzerato ogni titolo sportivo. Al contrario il 2 agosto 1946 si tenne una riunione in cui si decise di iniziare subito il campionato con 14 squadre partecipanti: 4 di Bucarest, 2 di Cluj Napoca, una di Arad (l'UTA Arad, considerata la miglior squadra del momento) e le altre da stabilire con incontri di spareggio, seppur poi da Petroșani e da Reșița si presentò un solo club. Per determinare le squadre della capitale venne deciso di considerare le prime quattro classificate di un torneo cittadino disputato nel 1945-46.

### Formula
Le 14 squadre partecipanti si incontrarono in turni di andata e ritorno per un totale di 26 giornate. Le ultime due classificate retrocedettero in divizia B.

## Qualificazioni provinciali
| Squadra 1                | Totale | Squadra 2          | Andata | Ritorno |
| ------------------------ | ------ | ------------------ | ------ | ------- |
| FC Politehnica Timișoara | 2 - 4  | CFR Timișoara      | 1 - 1  | 1 - 3   |
| Libertatea Oradea        | 9 - 3  | Crișana CFR Oradea | 8 - 2  | 1 - 1   |
| Universitatea Cluj       | 4 - 2  | Victoria Cluj      | 1 - 1  | 3 - 1   |
| Ferar Cluj               | 3 - 0  | Dermata Cluj       | 3 - 0  | 0 - 0   |
| Dermagant Târgu Mureș    | 6 - 5  | Karres Mediaș      | 4 - 1  | 2 - 3   |
| Gloria CFR Galați        | 1 - 6  | Prahova Ploiești   | 1 - 2  | 0 - 4   |
| FC Craiova               | 3 - 2  | CFR Turnu Severin  | 3 - 0  | 0 - 2   |

## Squadre partecipanti
| Club                  | Città       | Stadio | Motivo partecipazione              |
| --------------------- | ----------- | ------ | ---------------------------------- |
| Carmen București      | Bucarest    |        | Qualificato dal torneo di Bucarest |
| CFR București         | Bucarest    |        | Qualificato dal torneo di Bucarest |
| CFR Timișoara         | Timișoara   |        | Vincitore spareggi                 |
| Ciocanul București    | Bucarest    |        | Qualificato dal torneo di Bucarest |
| Dermagand Târgu-Mureș | Târgu Mureș |        | Vincitore spareggi                 |
| FC Craiova            | Craiova     |        | Vincitore spareggi                 |
| Ferar Cluj            | Cluj Napoca |        | Vincitore spareggi                 |
| ITA Arad              | Arad        |        | Ammesso di diritto                 |
| Jiul Petroșani        | Petroșani   |        | Ammesso di diritto                 |
| Juventus București    | Bucarest    |        | Qualificato dal torneo di Bucarest |
| Libertatea Oradea     | Oradea      |        | Vincitore spareggi                 |
| Oțelul Reșița         | Reșița      |        | Ammesso di diritto                 |
| Prahova Ploiești      | Ploiești    |        | Vincitore spareggi                 |
| Universitatea Cluj    | Cluj Napoca |        | Vincitore spareggi                 |

## Classifica finale
|   | Pos. | Squadra               | Pt | G  | V  | N | P  | GF | GS  | DR  |
| - | ---- | --------------------- | -- | -- | -- | - | -- | -- | --- | --- |
|   | 1.   | ITA Arad              | 44 | 26 | 20 | 4 | 2  | 94 | 35  | +59 |
| • | 2.   | Carmen București      | 33 | 26 | 14 | 5 | 7  | 90 | 44  | +46 |
|   | 3.   | CFR Timișoara         | 33 | 26 | 14 | 5 | 7  | 63 | 57  | +6  |
|   | 4.   | Juventus București    | 32 | 26 | 15 | 2 | 9  | 60 | 37  | +23 |
|   | 5.   | CFR București         | 31 | 26 | 13 | 5 | 8  | 64 | 32  | +32 |
|   | 6.   | Ferar Cluj            | 30 | 26 | 13 | 4 | 9  | 44 | 29  | +15 |
|   | 7.   | Ciocanul București    | 30 | 26 | 12 | 6 | 8  | 57 | 40  | +17 |
|   | 8.   | Libertatea Oradea     | 28 | 26 | 12 | 4 | 10 | 50 | 49  | +1  |
|   | 9.   | Universitatea Cluj    | 25 | 26 | 11 | 3 | 12 | 54 | 47  | +7  |
|   | 10.  | Dermagand Târgu-Mureș | 23 | 26 | 10 | 3 | 13 | 52 | 60  | -8  |
|   | 11.  | Oțelul Reșița         | 22 | 26 | 9  | 4 | 13 | 49 | 64  | -15 |
|   | 12.  | Jiul Petroșani        | 18 | 26 | 7  | 4 | 15 | 39 | 67  | -28 |
|   | 13.  | Prahova Ploiești      | 11 | 26 | 5  | 1 | 20 | 26 | 97  | -71 |
|   | 14.  | FC Craiova            | 4  | 26 | 2  | 0 | 24 | 23 | 113 | -90 |

Legenda:

      Campione di Romania
      Retrocessa in Divizia B
      Bannata per imposizione comunista
Note:

Due punti a vittoria, uno a pareggio, zero a sconfitta.

### Verdetti
- ITA Arad Campione di Romania 1946-47.
- Prahova Ploiești e FC Craiova retrocesse in Divizia B 1947-1948.
- Carmen Bucarest esclusa dal regime comunista.